# Такахаси, Юки
Юки Такахаси (яп. 高橋 侑希 Такахаси Юки, род. 29 ноября 1993) — японский борец вольного стиля, чемпион мира и Азии, призёр Азиатских игр, участник Олимпийских игр 2020 года в Токио.

## Биография
Родился в 1993 году. В 2010 году стал чемпионом юношеских Олимпийских игр в Сингапуре. В 2012 году стал серебряным призёром чемпионата Азии среди юниоров.
В 2017 году стал чемпионом мира и чемпионом Азии. В 2018 году завоевал бронзовые медали чемпионата мира и Азиатских игр. В 2019 году стал бронзовым призёром чемпионата Азии, но на чемпионате мира выступил неудачно, проиграв уже в четвертьфинале представителю Индии Рави Кумару Дахии.